# エンテレケイア
エンテレケイア（希: entelecheia、英: entelechy、独: Entelechie、仏: entéléchie）とは、哲学用語の一つ。
これはアリストテレスによって提唱された言葉であり訳語としては「完成態」、「完全現実態」、「終局態」、「終極実現状態」が割り当てられてきた。完成された現実性という程度の意味から、生活する人の活力の一つの種類として、精神や霊魂などと同じ様に見られるようになった。
デュナミスというのが可能態という形で現実世界に存在しているというものであり、その可能態がそのものの機能を十分に発揮できた状態で存在しているというものがエンテレケイアということである。
アリストテレスはエネルゲイアとエンテレケイアの意味合いに違いがあることは認めているが、両方の用語が「目的」を軸とする用語であるため、両用語を互換的に使用することもある。